# Pandion (zoologia)
Pandion (Savigny, 1809) è un genere di uccelli dell'ordine Accipitriformes. È l'unico genere della famiglia Pandionidae.

## Tassonomia
Comprende le seguenti specie e sottospecie:
- Pandion haliaetus (Linnaeus, 1758) - falco pescatore
  - P. h. haliaetus  (Linnaeus, 1758)
  - P. h. carolinensis  (J.F. Gmelin, 1788)
  - P. h. ridgwayi  (Maynard, 1887)
- Pandion cristatus  (Vieillot, 1816) - falco pescatore orientale